# Scha'arei Tikva
Scha'arei Tikva (hebräisch: שַׁעֲרֵי תִּקְוָה) ist eine israelische Siedlung im Nordwesten des Westjordanlandes. Die Siedlung wurde 1983 gegründet und gehört zur Regionalverwaltung Schomron. Die Einwohnerzahl beträgt 6.134 (Stand: Januar 2022).
Die internationale Gemeinschaft betrachtet Scha'arei Tikva, wie alle israelischen Siedlungen in den seit 1967 besetzten Gebieten, gemäß dem Völkerrecht als illegal. Israel bestreitet dies.

## Lage
Scha'arei Tikva liegt nahe der Grünen Linie und auf der israelischen Seite der Sperranlage im Nordwesten des Westjordanlandes, 14 Kilometer westlich von Ariel und 13 Kilometer nordöstlich von Petach Tikva. Zusammen mit den unmittelbar angrenzenden Siedlungen Elkana und Etz Efraim bildet Scha'arei Tikva einen kleinen Siedlungsblock, der durch die Sperranlage vom restlichen Westjordanland räumlich getrennt ist.
Nahe der Siedlung befinden sich außerdem die palästinensischen Dörfer Azun Atme, Bayt Amin, Mas'ha und Saniriya. Scha'arei Tikva wurde nach Angaben der palästinensischen NGO Applied Research Institute – Jerusalem (ARIJ) auf Land errichtet, das von den ersten drei der vier Dörfer beschlagnahmt wurde.